# Muľa
Muľa é um município da Eslováquia, situado no distrito de Veľký Krtíš, na região de Banská Bystrica. Tem 12,28 km² de área e sua população em 2018 foi estimada em 360 habitantes.

## Demografia
| Ano:        | 1994 | 2004    | 2014    | 2024   |
| ----------- | ---- | ------- | ------- | ------ |
| Broj ljudi: | 226  | 286     | 350     | 353    |
| Razlika:    |      | +26,54% | +22,37% | +0,85% |

| Ano:               | 2023 | 2024   |
| ------------------ | ---- | ------ |
| Número de pessoas: | 351  | 353    |
| Diferença:         |      | +0,56% |